# Zlatá Idka
Zlatá Idka (pierwotnie niem. niem. Goldeidau, Goldidka, węg. Aranyidka)– wieś (obec) na Słowacji położona w kraju koszyckim, w powiecie Koszyce-okolice.

## Położenie
Leży 24 km na zach. od Koszyc.

## Historia
Od XIII w. Złota Idka była żywym ośrodkiem górnictwa. Kopano tu srebro i złoto. Pierwsze zabudowania, rozrzucone po mocno rozczłonkowanym zboczu, powstawały wokół sztolni i pieców hutniczych. Pierwsze wzmianki o miejscowości pochodzą z roku 1349. W 1459 r. wieś wraz z kopalniami - czyli „baniami” - na blisko trzy wieki przeszła na własność miasta Koszyce. Dopiero w XVIII w. powróciła do majątków korony, która po okresie zastoju podjęła tu ponownie intensywne prace poszukiwawcze oraz wydobycie rudy miedzi, przetapianej w miejscowej hucie. W połowie XIX w. wydobywano tu rocznie średnio 2300 kg srebra i 4,1 kg złota. W 1850 r. wybudowano kolejny zakład hutniczy, w którym przerabiano rudy antymonu. Wielowiekowe „bańskie” tradycje zanikły w czasie I wojny światowej. Po dawnej górniczej świetności Złotej Idki pozostało do dziś już niezbyt wiele śladów, do których należą m.in. zakratowane wyloty sztolni wydobywczych i odwadniających, pozostałości pieców hutniczych, słabo widoczne hałdy skały płonnej oraz gęsta sieć dawnych górniczych dróg i dróżek.

## Demografia
Według danych z dnia 31 grudnia 2012, wieś zamieszkiwało 409 osób, w tym 196 kobiet i 213 mężczyzn.
W 2001 roku rozkład populacji względem narodowości i przynależności etnicznej wyglądał następująco:
- Słowacy – 97,97%
- Czesi – 0,58%
- Polacy – 0,29%
- Węgrzy – 0,29%

Ze względu na wyznawaną religię struktura mieszkańców kształtowała się w 2001 roku następująco:
- Katolicy rzymscy – 87,21%
- Grekokatolicy – 0,29%
- Ewangelicy – 0,29%
- Ateiści – 9,59%
- Nie podano – 2,33%

## Zabytki
- Kościół rzymskokatolicki pw. Wszystkich Świętych. Murowany, w stylu barokowo-klasycystycznym, z 1768 r. Jednonawowy, prezbiterium zamknięte wielobocznie. Wieża, wtopiona w fasadę frontową, nakryta dzwonowatym hełmem. Przebudowywany w latach 1830 i 1853 (po pożarze).

- Wiejska dzwonnica w części wsi zwanej Rieka. Prosta, trójkondygnacyjna budowla, murowana na rzucie kwadratu, nakryta wysokim dachem krytym gontem. Pochodzi z 1823 r. Fasada dzwonnicy z łamanego kamienia, nieotynkowana.

- Dawny budynek zarządu kopalń w części wsi zwanej Rieka. Murowany, dwukondygnacyjny budynek nakryty dachem mansardowym, został wzniesiony w stylu barokowym w 1767 r. W I połowie XIX w. przebudowany na przydrożny zajazd[5].